# PSLV
A Polar Satellite Launch Vehicle (rövidítve PSLV) négy fokozatú hordozórakéta, melyet az 1990-es évek elejére fejlesztettek ki Indiában az IRS (Indian Remote Sensing) távérzékelő műholdak indítására.

## Indítási napló
| Rakéta sorszáma     | Változat | Dátum, időpont (GMT)    | Starthely   | Teher, megrendelő | Eredmény | Megjegyzés |
| ------------------- | -------- | ----------------------- | ----------- | ----------------- | -------- | ---------- |
| C11                 | PSLV–XL  | 2008. október 22. 00:50 | Sriharikota | Csandrajáan–1     | Sikeres  |            |
|                     | PSLV     | 2008.                   | Sriharikota | OceanSat–2        |          |            |
|                     | PSLV     | 2009. április 20.       | Sriharikota | RISAT–2           | Sikeres  |            |
| Tervezett indítások |          |                         |             |                   |          |            |
|                     | PSLV     | 2009. közepe            | Sriharikota | Astrosat          |          |            |